# Agnes Randolph
Agnes Randolph, comtessa de Dunbar i March (c. 1312 - 1369), coneguda com a Black Agnes pel seus ulls i cabells, era l'esposa de Patrick, 9è Earl de Dunbar i March. És enterrada en una cripta a prop de la Casa Mordington.
Era la filla de Thomas Randolph, Earl de Moray, nebot i company d'armes de Robert I d'Escòcia, i Isabel Stewart, filla de John Stewart de Bonkyll. Agnes va ser famosa per la seva heroica defensa del castell de Dunbar a East Lothian contra el setge anglès dirigit per William Montagu, 1r Earl de Salisbury, que va començar el 13 de gener de 1338 i va acabar el 10 de juny del mateix any durant la Segona Guerra escocesa d'Independència, de 1331 a 1341.

## El setge de Dunbar

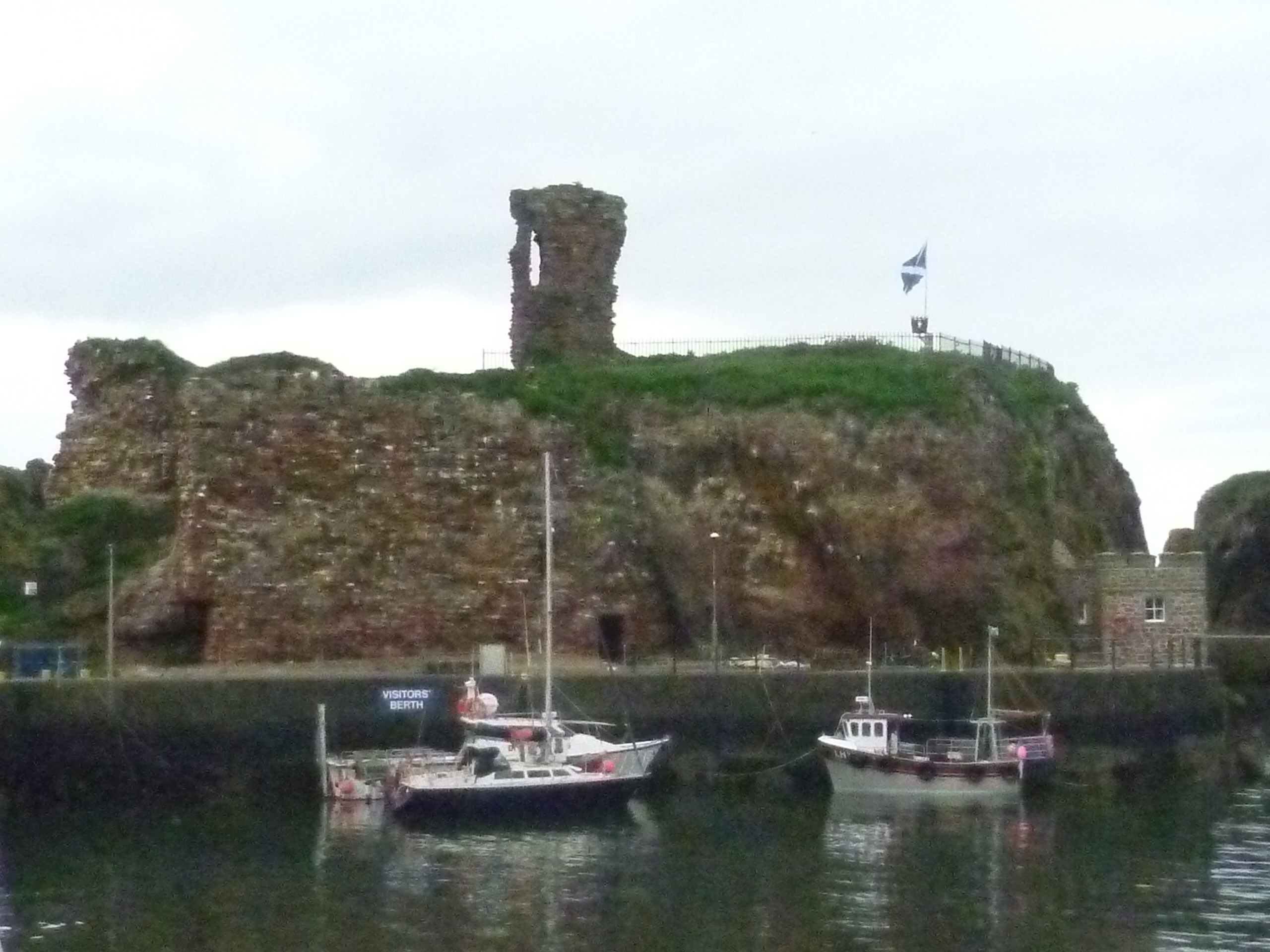
Runes del Castell de Dunbar

El 13 de gener de 1338, quan Patrick Dunbar era fora, els anglesos van posar setge al castell de Dunbar, on es trobava Lady Agnes amb els seus criats i uns quants guàrdies. Tanmateix, Agnes estava decidida a no rendir la fortalesa, encara que els anglesos tenien un exèrcit de més de 20.000 soldats.
A l'edat mitjana les dones acostumaven a fer-se càrrec del castell mentre els seus marits eren fora, i a defensar-lo si calia, però la resistència de Lady Agnes és una de les més recordades. El primer intent per prendre el castell de Montagu va consistir a catapultar roques contra les muralles, però això no va intimidar Lady Agnes.
Els anglesos van emprar aleshores una torre de setge enorme amb la intenció d'entrar al castell, a la qual cosa Agnes va respondre llençant una roca enorme des dels merlets i destrossant la torre de setge de Salisbury.
Incapaç de fer progressos mitjançant l'ús de les armes, l'Earl de Salisbury va subornar els guàrdies de l'entrada principal, perquè deixessin la porta sense tancar o li deixessin entrar per poder irrompre al castell. Tanmateix, els guàrdies, tot i que van agafar els diners, van informar Agnes de la intenció de Montagu, per tal que estigués a punt quan hi fessin l'entrada. Encara que William era al davant, un dels seus soldats el va empènyer en el moment en què els soldats d'Agnes van abaixar el rastell, i l'en separaren dels altres. Agnes, naturalment, volia atrapar l'Earl, però va canviar d'estratagema i se'n burlà.
Arribats a un punt i havent capturat el germà d'Agnes, John Randolph, 3r Earl de Moray, Montagu li va posar una corda al voltant del coll i va amenaçar de penjar-lo si no rendia el castell. Agnes va respondre que la seva mort només la beneficiaria a ella, ja que heretaria els seus dominis, tot i que això no era cert, ja que no era la següent en la línia successòria.
Com a últim recurs, William de Salisbury va decidir aïllar el castell de les carreteres i qualsevol comunicació amb el món exterior en un esforç per fer morir de gana la comtessa i la seva guarnició, però Ramsay de Dalhousie, que havia rebut informació del que intentaven els anglesos, va sortir d'Edimburg a la costa amb quaranta soldats. Havent-se apropiat d'algunes barques, Ramsay i la seva companyia van entrar al castell des del mar fins a la poterna. Van sortir carregant del castell, fet que va sorprendre la guàrdia avançada de Salisbury i els feu recular completament fins al seu campament.
Cinc mesos havien passat des que els anglesos havien arribat a Dunbar i l'Earl de Salisbury va haver d'admetre la derrota i va abandonar el setge el 10 de juny de 1338.
El fracàs del setge de Dunbar va costar a la corona anglesa gairebé 6.000 lliures britàniques i no aconseguiren res.

## Família
Algunes fonts descriuen Agnes com a comtessa de Moray, en la suposició que va heretar els dominis quan el seu germà John va morir en la Batalla de Neville Cross l'any 1346. Tanmateix, el comtat va revertir a la corona. La família d'Agnes va ser molt activa en la resistència escocesa contra els intents anglesos de conquerir Escòcia en el segle xiv. El seu pare, Thomas Randolph, Earl de Moray, va ser nomenat regent del 1329 al 1332 i el seu germà va esdevenir regent el 1335, però va ser capturat pels anglesos poc després. L'any 1324 Agnes es va casar amb Patrick, novè Earl de Dunbar i March, governador de Berwick. Quan Berwick va ser ocupat per les forces angleses el 1333, Patrick va decidir unir-se a ells, i Eduard III els va concedir terres angleses. Eduard III va donar permís a Patrick per refortificar el castell de Dunbar i aleshores Patrick va tornar a canviar al costat escocès. Agnes es va enfadar molt pel seu canvi de lleialtats. Sembla que el matrimoni entre Agnes i Patrick no va donar descendència així que les seves propietats van quedar per als fills del matrimoni entre el cosí de l'Earl John de Derchester i Birkynside i la seva muller, Isobel Randolph, la germana més jove d'Agnes.